# Старобориспільська вулиця
Старобори́спільська ву́лиця — вулиця в Дарницькому районі міста Києва, місцевості Рембаза, Червоний хутір. Пролягає від Бориспільської вулиці до Харківської площі.
Прилучаються вулиці Ташкентська, Ялинкова та Миколи Хвильового.

## Історія
Вулиця виникла ймовірно не раніше 1950—70-х років як безіменний шлях від Бориспільської вулиці вглиб лісу. Сучасна назва вживається з 2008 року, коли було відкрито станцію метро «Червоний Хутір» та електродепо «Харківське».